# Татушин Борис Георгійович
Борис Георгійович Татушин (рос. Борис Георгиевич Татушин; нар. 31 березня 1933, Москва, РРФСР — пом. 15 січня 1998, Москва, Росія) — радянський футболістта тренер. Олімпійський чемпіон 1956 року. Заслужений майстер спорту СРСР (1957; позбавлений звання в 1958, згодом відновлений).

## Клубна кар'єра
Вихованець московської команди «Буревісник». З 1951 року був гравцем московського «Спартака», разом з яким тричі вигравав чемпіонат СРСР (1953, 1956, 1958). Його швидкість і дриблінг на позиції правого вінгера не залишилися непоміченими, англійська преса охрестила Бориса «російським Стенлі Метьюзом». 26 травня 1958 року разом з гравцями збірної Стрельцовим та Огоньковим заарештований за звинуваченням у згвалтуванні, але незабаром з'ясувалося, що Татушин непричетний до злочину. Незважаючи на це, він був дискваліфікований.
Працював закрійником в ательє, також грав за аматорські колективи «Торпедо» (Карачарово) та «Труд» (Калінінград). У 1961 році йому дозволили повернутися в «Спартак», поновили звання заслуженого майстра спорту. Грати закінчив у 30-річному віці в Кишиневі.

## Кар'єра в збірній
У футболці національної збірної СРСР дебютував 8 вересня 1954 року в товариському матчі проти Швеції. Два роки по тому став переможцем Олімпійських ігро 1956 року, обігравши в фіналі Югославію. Борис вийшов у вище вказаному матчі в стартовому складі. Грав у кваліфікації чемпіонату світу 1958 року, але через арешт не зміг поїхати на фінальну частину турніру. Загалом у збірній провів 25 матчів, забив 7 м'ячів.
Переможець Спартакіади народів СРСР 1956 року в складі збірної Москви.

## Кар'єра тренера
У 1968 році закінчив школу тренерів при МОДІФК. З 1975 по 1977 рік тренував орловський «Спартак». Наступного року очолив новомосковський «Хімік». У 1980 році тренував владивостоцький «Промінь». Тренував також клубні команди в Істрі, Дедовську, Наро-Фомінську (1964-1974), «Алай» (Ош, Киргизька РСР, 1961 рік).
Нагороджений орденом «Знак Пошани».

## Досягнення
- Олімпійський чемпіон: 1956

«Спартак» (Москва)
- Чемпіонат СРСР
  -  Чемпіон (3): 1953, 1956, 1958